# Lijst van voetbalinterlands Canada - Tsjechië
Deze lijst van voetbalinterlands is een overzicht van alle officiële voetbalwedstrijden tussen de nationale teams van Canada en Tsjechië. De landen speelden tot op heden twee keer tegen elkaar. De eerste ontmoeting, een vriendschappelijke wedstrijd, werd gespeeld in Teplice op 12 november 2003. Het laatste duel, eveneens een vriendschappelijke wedstrijd, vond plaats op 15 november 2013 in Olomouc.

## Wedstrijden
| № | Plaats  | Datum            | Competitie        | Wedstrijd         | Uitslag |
| - | ------- | ---------------- | ----------------- | ----------------- | ------- |
| 1 | Teplice | 12 november 2003 | Vriendschappelijk | Tsjechië – Canada | 5 – 1   |
| 2 | Olomouc | 15 november 2013 | Vriendschappelijk | Tsjechië – Canada | 2 – 0   |

## Samenvatting
| Competitie        | Totaal gespeeld | Winst Canada | Gelijk | Winst Tsjechië | Doelsaldo Canada – Tsjechië |
| ----------------- | --------------- | ------------ | ------ | -------------- | --------------------------- |
| Vriendschappelijk | 2               | 0            | 0      | 2              | 1 − 7                       |
| Totaal            | 2               | 0            | 0      | 2              | 1 − 7                       |

Wedstrijden bepaald door strafschoppen worden, in lijn met de FIFA, als een gelijkspel gerekend.

## Details

### Eerste ontmoeting
De eerste ontmoeting tussen Canada en Tsjechië vond plaats op 12 november 2003. Het vriendschappelijke duel, gespeeld in het Stadion Na Stínadlech in Teplice en bijgewoond door 8.343 toeschouwers, stond onder leiding van scheidsrechter Leif Sundell uit Zweden. Hij deelde twee gele kaarten uit. Doelpuntenmaker Rudolf Skácel (Olympique Marseille) maakte zijn debuut voor Tsjechië.
| Vriendschappelijk (Teplice, Tsjechië, 12 november 2003): |              | |
| Tsjechië | 5 – 1        | Canada |
| Marek Jankulovski 27' (pen.) Marek Heinz 49' Karel Poborský 56' Libor Sionko 63' Rudolf Skácel 81'                                                                              | goals        | 89' Tomasz Radzinski |
| Karel Brückner | bondscoach   | Colin Miller |
| Jaromír Blažek Roman Týce René Bolf 46' Tomáš Ujfaluši Marek Jankulovski Karel Poborský 57' Pavel Nedvěd 46' Tomáš Galásek 68' Štěpán Vachoušek Jiří Štajner 46' Jan Koller 73' | opstellingen | Lars Hirschfeld Paul Stalteri 64' Jason deVos Kevin McKenna Richard Hastings Patrice Bernier Daniel Imhof 75' Nick Dasovic Ante Jazic Tomasz Radzinski 72' Paul Peschisolido |
| Petr Johana 46' Jiří Jarošík 46' Marek Heinz 46' Libor Sionko 57' Petr Voříšek 68' Rudolf Skácel 73'                                                                            | wissels      | 64' Mark Rogers 72' Paul Fenwick 72' Martin Nash |
| René Bolf 23' | gele kaarten | 23' Paul Stalteri |

### Tweede ontmoeting
| Vriendschappelijk (Olomouc, Tsjechië, 15 november 2013): |              | |
| Tsjechië | 2 – 0        | Canada |
| Ondřej Čelůstka 3' Tomáš Hořava 82' | goals        | |
| Josef Pešice | bondscoach   | Benito Floro |
| Petr Čech Theodor Gebre Selassie Tomáš Sivok 46' Marek Suchý Ondřej Čelůstka Bořek Dočkal 87' Ondřej Vaněk 46' Tomáš Hübschman Ladislav Krejčí 57' Libor Kozák 46' Václav Kadlec 74' | opstellingen | Lars Hirschfeld André Hainault Doneil Henry Adam Straith 62' Marcel de Jong 73' Pedro Pacheco 61' Jonathan Osorio Nikolas Ledgerwood 25' Simeon Jackson 73' Tosaint Ricketts 82' Dwayne De Rosario |
| Ondřej Mazuch 46' Petr Jiráček 46' Matěj Vydra 46' Tomáš Hořava 57' Josef Šural 74' František Rajtoral 87'                                                                           | wissels      | 25' Kyle Porter 61' Russell Teibert 62' Ashtone Morgan 73' Kyle Bekker 73' Issey Nakajima-Farran 82' Caleb Clarke                                                                                  |
| | gele kaarten | 39' Dwayne De Rosario |
| - Debuut van Ondřej Čelůstka (Sunderland AFC) en Josef Šural (Slovan Liberec) voor Tsjechië.                                                                                         |              | |